# Jakub Jachimowski
Jakub Jachimowski CM (ur. 7 lipca 1724, zm. 10 maja 1789 w Krakowie) – biblista. Do Zgromadzenia Księży Misjonarzy wstąpił w 1750 w Warszawie, święcenia kapłańskie przyjął w 1756 roku. Związał się z parafią Św. Krzyża. W latach 1757–1765 dyrektor seminarium misjonarzy w Krakowie i profesor biblistyki w diecezjalnym seminarium stradomskim.. W latach 1771–1789 profesor teologii i rektor seminarium zamkowego w Krakowie. Autor pierwszego polskiego podręcznika biblistyki Praelectiones theologicae in Sacram Scripturam VT ad usum Seminariorum intra Regnum Poloniae existentium concinnatae (Kraków 1779).